# 20e étape du Tour de France 2005
Pour un article plus général, voir Tour de France 2005.
La 20e étape du Tour de France 2005 du 23 juillet 2005 est un contre-la-montre individuel de 55,5 km, partant et arrivant dans la ville de Saint-Étienne.
C'est le maillot jaune et le dernier partant, Lance Armstrong, qui parvient à l'emporter, pour sa première victoire d'étape du tour 2005. Il est suivi par Jan Ullrich qui a réalisé une très bonne performance et qui parvient ainsi à décrocher la 3e place du classement général.
Le perdant de la journée est Michael Rasmussen qui ne finit qu'à la 77e place après deux chutes et une piètre performance. Il perd sa troisième place au classement général, mais conserve son maillot à pois de la montagne.

## Classement du maillot à pois de la montagne
Col de la Gachet Catégorie 3 (40,2 km)
| Premier   | Lance Armstrong, 4 P.      |
| Second    | Jan Ullrich, 3 P.          |
| Troisième | Alexandre Vinokourov, 2 P. |
| Quatrième | Bobby Julich, 1 P.         |

## Temps intermédiaires
| Rang | Coureur              | 1er temps intermédiaire Saint-Héand (17,0 km) | 2e temps intermédiaire Saint-Romain-en-Jarez (35,0 km) | 3e temps intermédiaire Col de la Gachet (40,2 km) | 4e temps intermédiaire La Talaudière (49,7 km) | Arrivée Saint-Étienne (55,5 km) |
| DSQ  | Lance Armstrong      | 25 min 48 s (2.)                              | 46 min 38 s (1.)                                       | 56 min 23 s (1.)                                  | 1 h 05 min 52 s (1.)                           | 1 h 11 min 46 s                 |
| 2    | Jan Ullrich          | 25 min 58 s (3.)                              | 46 min 57 s (2.)                                       | 56 min 55 s (2.)                                  | 1 h 06 min 27 s (2.)                           | 1 h 12 min 09 s                 |
| 3    | Alexandre Vinokourov | 26 min 10 s (4.)                              | 47 min 38 s (5.)                                       | 57 min 33 s (3.)                                  | 1 h 07 min 13 s (3.)                           | 1 h 13 min 03 s                 |
| 4    | Bobby Julich         | 26 min 21 s (6.)                              | 47 min 37 s (4.)                                       | 57 min 41 s (4.)                                  | 1 h 07 min 29 s (4.)                           | 1 h 13 min 19 s                 |
| 5    | Ivan Basso           | 25 min 41 s (1.)                              | 47 min 31 s (3.)                                       | 57 min 50 s (5.)                                  | 1 h 07 min 52 s (5.)                           | 1 h 13 min 40 s                 |
| 6    | Floyd Landis         | 26 min 27 s (7.)                              | 47 min 43 s (6.)                                       | 58 min 24 s (7.)                                  | 1 h 08 min 01 s (6.)                           | 1 h 13 min 48 s                 |
| 7    | Cadel Evans          | 26 min 10 s (5.)                              | 47 min 52 s (7.)                                       | 57 min 56 s (6.)                                  | 1 h 07 min 52 s (7.)                           | 1 h 13 min 52 s                 |
| DSQ  | George Hincapie      | 26 min 41 s (8.)                              | 48 min 05 s (8.)                                       | 58 min 29 s (8.)                                  | 1 h 08 min 17 s (8.)                           | 1 h 14 min 12 s                 |
| 9    | Francisco Mancebo    | 26 min 50 s (10.)                             | 48 min 19 s (9.)                                       | 58 min 33 s (9.)                                  | 1 h 08 min 34 s (9.)                           | 1 h 14 min 37 s                 |
| 10   | Vladimir Karpets     | 26 min 58 s (14.)                             | 48 min 23 s (11.)                                      | 59 min 01 s (11.)                                 | 1 h 08 min 51 s (11.)                          | 1 h 14 min 51 s                 |
| 77   | Michael Rasmussen    | 27 min 56 s (42.)                             | 52 min 05 s (106.)                                     | 1 h 02 min 49 s (84.)                             | 1 h 13 min 10 s (81.)                          | 1 h 19 min 33 s                 |